# AKMSU
El AKMSU o AKSMU es una versión carabina compacta del fusil de asalto soviético AKM en calibre 7,62 mm. AKMSU es el acrónimo de Fusil de asalto ('Avtomat', en ruso) Kalashnikov, Modificado, Skladivaushiisya (con culata plegable), Ukorochenniy (acortado).

## Diseño y orígenes
Es materia de debate si el AKMSU fue fabricado por la Unión Soviética o sencillamente fue una copia del Paso Jaiber producida en la región del Paso Jaiber en Pakistán, un área conocida por la producción de diversos tipos de armas ligeras en pequeños talleres. El AKMSU puede producirse combinando el cajón de mecanismos del AKMS con el sistema de gases, soporte de cañón y cubierta del cajón de mecanismos del AKS-74U; sin embargo el característico guardamano es fabricado mediante un proceso ruso que consiste en láminas de madera contrachapada de abedul encoladas en ángulos perpendiculares bajo alta presión y moldeadas al fusil. Tal proceso no podría llevarse a cabo en la región del Paso Jaiber, especialmente si fuese un ejemplar único, además de tener el acabado ruso de laca color ámbar.
Además debe observarse que el freno de boca frecuentemente ilustrado en el AKMSU no es solo una pieza decorativa, es necesario para el correcto funcionamiento del fusil y contiene una cámara de expansión para que su sistema de gas funcione correctamente. El freno de boca tiene muchas estrías torneadas en su superficie, para incrementar la dispersión del calor. El AKMSU del "Pattern Room" del Reino Unido y cuyas fotografías aparecen en varios foros de internet, está compuesto por el cajón de mecanismos de un fusil Tipo 56-1 chino y el soporte de cañón de un AKS-74U de 1977.
La mitad inferior del guardamano puede ser la única pieza de AKMSU auténtico. A pesar de que no se sabe de la existencia de fotografías auténticas del AKMSU, varias fuentes rusas y occidentales atestiguan su existencia.